# Barbara McLean
Barbara McLean (Palisades Park, 16 novembre 1903 – Newport Beach, 28 marzo 1996) è stata una montatrice statunitense.

## Biografia
McLean esordisce nel 1933 con il film Rinunzie. Due anni più tardi inizia a lavorare per la 20th Century Fox come una delle sole otto donne che in quel decennio operavano in quel ruolo, divenendo nel 1949 capo del dipartimento montatori. Più volte nominata all'Oscar, ne vince uno nel 1945 per Wilson. Fra i suoi lavori si ricordano: Il sergente di ferro, L'incendio di Chicago, Il cigno nero, Eva contro Eva, Viva Zapata! e Niagara.
Si ritira dalle scene nel 1969.

## Filmografia parziale
- Coquette, regia di Sam Taylor (1929)
- Il re dell'opera (Metropolitan), regia di Richard Boleslawski (1935)
- Il medico di campagna (The Country Doctor), regia di Henry King (1936)
- Radiofollie (Sing, Baby, Sing), regia di Sidney Lanfield (1936)
- La grande strada bianca (Alexander's Ragtime Band), regia di Henry King (1938)
- I ribelli del porto (Little Old New York), regia di Henry King (1940)
- Notti argentine (Down Argentine Way), regia di Irving Cummings (1940)
- Ragazze che sognano (Rings on Her Fingers), regia di Rouben Mamoulian (1942)
- Donne e diamanti (The Dolly Sisters), regia di Irving Cummings (1945)
- Uomo bianco, tu vivrai! (No Way Out), regia di Joseph L. Mankiewicz (1950)
- La gente mormora (People Will Talk), regia di Joseph L. Mankiewicz (1951)
- Niagara, regia di Henry Hathaway (1953)

## Riconoscimenti
- Premio Oscar
  - 1936 - Candidatura al miglior montaggio per Il sergente di ferro
  - 1937 - Candidatura al miglior montaggio per I Lloyds di Londra
  - 1939 - Candidatura al miglior montaggio per La grande strada bianca
  - 1940 - Candidatura al miglior montaggio per La grande pioggia
  - 1944 - Candidatura al miglior montaggio per Bernadette
  - 1945 - Miglior montaggio per Wilson
  - 1951 - Candidatura al miglior montaggio per Eva contro Eva